# Szkoła uwodzenia 3
Szkoła uwodzenia 3 (ang. Cruel Intentions 3) – amerykański młodzieżowy film fabularny, hybryda dreszczowca i dramatu, wydana w roku 2004 z przeznaczeniem użytku domowego. Sequel Szkoły uwodzenia (2000). Poza tytułem i główną postacią – Cassidy Merteuil, kuzynką Kathryn Merteuil, bohaterki pierwowzoru – film nie posiada żadnych odwołań do poprzednich części z cyklu.

## Obsada
- Kristina Anapau – Cassidy Merteuil
- Kerr Smith – Jason Argyle
- Nathan Wetherington – Patrick Bates
- Melissa Yvonne Lewis – Alison Lebray
- Natalie Ramsey – Sheila Wright
- Tom Parker – Michael Cattrall
- Charlie Weber – Brent Patterson
- Michael Pemberton – Christopher Newborn
- Tara Carroll – Valeria Caldas